# NGC 5148
NGC 5148 is een balkspiraalstelsel in het sterrenbeeld Maagd. Het hemelobject werd op 30 april 1864 ontdekt door de Duitse astronoom Albert Marth.

## Synoniemen
- MCG 1-34-21
- ZWG 44.86
- PGC 47060